# Stazione di Verona Porta Vescovo
Stazione di Verona Porta Vescovo vasútállomás Olaszországban, Veneto régióban, Verona településen.

## Vasútvonalak
Az állomást az alábbi vasútvonalak érintik:
- Milánó–Velence-vasútvonal

## Kapcsolódó állomások
A vasútállomáshoz az alábbi állomások vannak a legközelebb: 
- Stazione di Verona Porta Nuova
- Stazione di San Martino Buon Albergo